# 虞顺慰
虞顺慰，英文名为，中华人民共和国航运企业家。浙江镇海人。妻子为叶元春，乃叶鸿英孙女。

## 生平
生于上海，祖籍浙江镇海县，今属慈溪市。清末民国实业家虞洽卿第三子。1926年，入读上海交通大学（当时称南洋公学）。曾任三北航运公司副總、董事长，上海市輪船商業同業公會委员、常务理事。抗日战争时期，在后方四川重庆组织三北公司、川光公司，负责物资运输。创建中国建业贸易公司。1947年，曾掩护解救沈钧儒、李济深、章伯钧、翦伯赞等人，使其安全转道香港。蒋经国“上海打虎”期间，曾被扣押，获释放。1947年7月，联名发起成立中国國際旅行安全保險公司。1950年，授章伯钧邀请，春赴北京，受周恩来和中华人民共和国交通部人员接见。1952年，任公私合营长江航运公司董事，后任上海长江航运局董事长。1979年，赴香港，在香港重新运营三北轮船公司，任董事长。

## 三北索赔
是中华人民共和国成立后首次中国向欧洲方面索赔二战期间私有轮船沉没的案例。1943年，二战期间，虞顺慰三北航运公司旗下四艘轮船被挪威政府征用，并在公海航行运输时悬挂挪威国旗。1943年，虞的四艘轮船因战争被击沉，按照战后国际法，虞的企业可获挪威政府赔偿。抗日战争胜利后，中国继而有国共内战。1949年，中华人民共和国成立。直至1965年，虞获才获得挪威方面通知，虞于是由上海长江航运局代理出面与挪威方面交涉。按国际法，若沉船后15年不领取赔偿，赔偿即告失效。虞请昔日老友，当时的世界船王董浩云出面与挪威方面交涉，终获赔款。是中华人民共和国成立后首次大陆私人航运企业获得外国战争赔偿。虞将挪威方面的外汇赔偿金悉数捐予国家。

## 著作
- 《虞顺慰回忆录》1960年
- 《二十世纪中国人物传记》虞顺慰、戚再玉主编

## 遗物
- 朱復戡刻〔虞順慰〕印章。
- 原虞家花园，今纳入上海华山医院地址。

## 相似人物事例
- 陈顺通和他的对日索赔。

## 出处
1. ↑  . 西安交通大学档案馆.   [2014-11-10]. （原始内容存档于2016-03-04）.
2. ↑  . 上海市地方志办公室.   [2019-04-20]. （原始内容存档于2016-06-27）.
3. ↑  . 新浪财经.   [2019-04-20]. （原始内容存档于2016-06-27）.
4. ↑  . 文史精华. 2014年5月23日  [2014年11月10日]. （原始内容存档于2014年12月17日）.
5. ↑  . 人物ABC.   [2014-11-10]. （原始内容存档于2014-11-10）.
6. ↑  .   [2014-11-10]. （原始内容存档于2014-11-10）.
7. 1 2  张兆伟. . 上海政协.   [2014-11-10]. （原始内容存档于2013-05-23）.